# I'll Be Around (Rappin' 4-Tay)
I'll Be Around is een nummer van de Amerikaanse rapper Rappin' 4-Tay uit 1995. Het is de tweede single van zijn tweede studioalbum Don't Fight the Feelin.
Het nummer is gebaseerd op een sample uit de gelijknamige jaren '70-klassieker van The Spinners, vandaar dat zij ook op de credits vermeld staan als gastartiest. In "I'll Be Around" rapt Rappin' 4-Tay over omkijken naar degenen die somber zijn of verdrietige tijden doormaken. Het nummer werd een bescheiden hit in Amerika, waar het de 39e positie behaalde in de Billboard Hot 100. In Nederland haalde de plaat de 13e positie in de Tipparade.

## Tracklijst
- Cd-single

1. "I'll Be Around" (Timber Mix-radioversie) - 4:00
2. "I'll Be Around" (albumversie) - 4:06
3. "I'll Be Around" (Wicked Mix) - 3:54
4. "I'll Be Around" (Al's Brother 2 Brother Mix) - 4:17
5. "Just Cause I Called You a Bitch" ('95 version) - 3:10